# Rima (personagem)

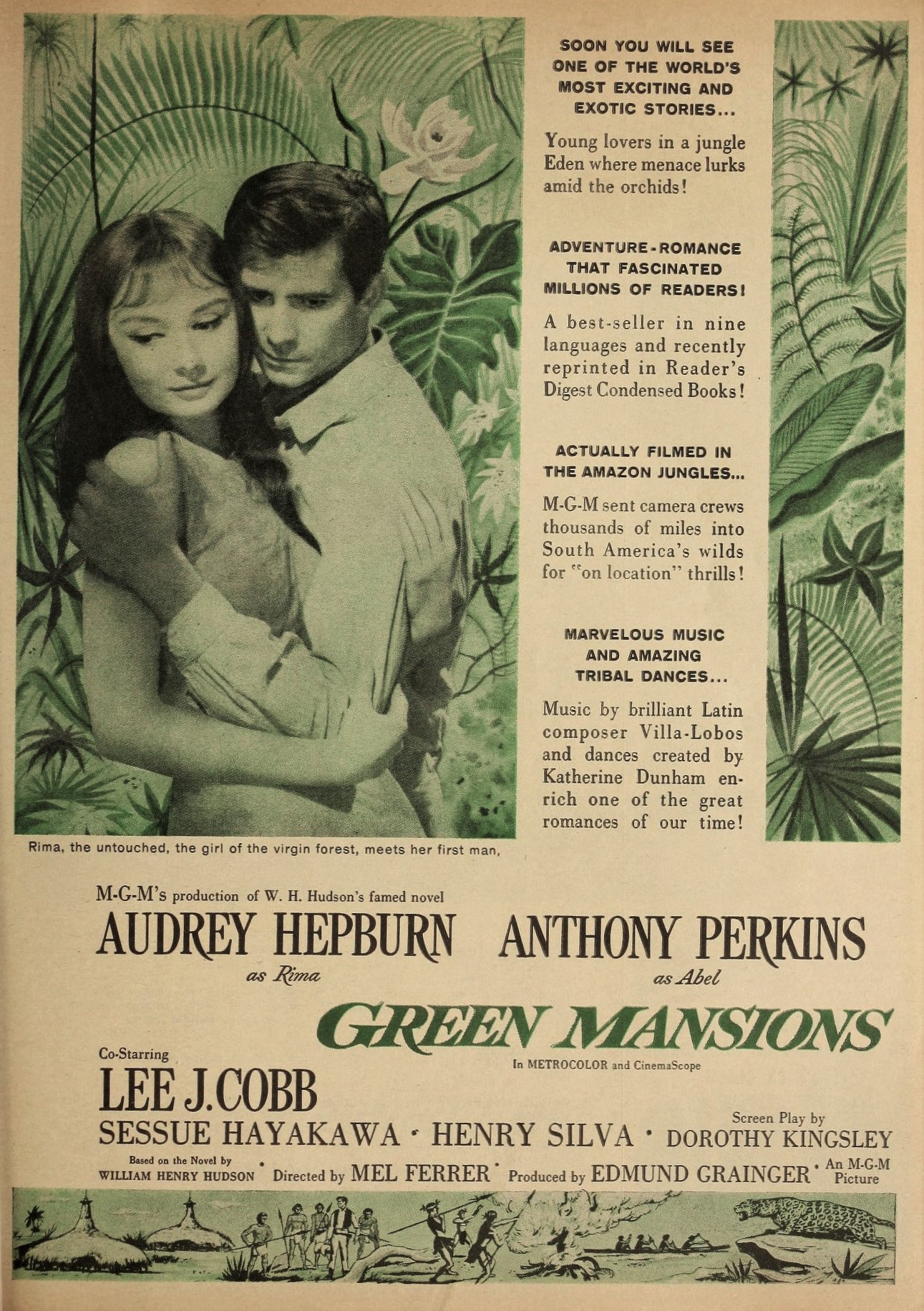
Audrey Hepburn como Rima

Rima, também conhecida como a Rima, a garota da selva, é a heroína do livro Green Mansions de William Henry Hudson, publicado em 1904. Em 1952, Rima ganhou uma versão em histórias em quadrinhos por Alex Blum, publicada na edição 90 da revista Classics Illustrated.
Em 1959, Rima foi interpretada no cinema por Audrey Hepburn, no filme Green Mansions. Em 1974, ganhou uma nova versão em histórias em quadrinhos, na série Rima the Jungle Girl, publicado pela DC Comics. Em 1977, Rima aparece em três episódios da série animada Superamigos da Hanna Barbera. É mencionada em The League of Extraordinary Gentlemen vol. 2, #3 (2003) publicada pela America's Best Comics, roteirizada por Alan Moore e ilustrada por Kevin O'Neill e Ben Dimagmaliw. Em 2010, aparece reformulada em First Wave, evento da DC com heróis dos pulps e da Era de Ouro das histórias em quadrinhos.